# Diumenge de l'Àngel
El Diumenge de l'Àngel (també anomenat de pasqüeta o de pasqüetes) és el dia que se celebra la festivitat de l'Àngel Custodi i s'escau el primer diumenge després de Pasqua. A moltes localitats de Mallorca, se celebra un pancaritat, a la Ciutat de Mallorca -Palma- modernament al Castell de Bellver.
La festa primer se celebrava el primer dilluns després de la Dominica in albis de la litúrgia catòlica, dia "de la Caritat" (d'on ve el nom de pancaritat). L'any 1627 l'Església passà la festa al segon diumenge de Pasqua i el 1672 a dia 2 d'octubre, però popularment s'ha mantingut el primer diumenge després de Pasqua.
La celebració començà a la ciutat de Mallorca, el 1407, i es combinà amb l'anterior celebració de la festa de la Caritat. Hi esdevingué una de les festes més populars de l'illa i que concentrava a la capital gent de la Part Forana de l'illa, sobretot pagesos, que veien en l'Àngel un protector de l'agricultura.
Els actes oficials consistiren en una missa solemne a la seu i una processó, patrocinades pels jurats de la ciutat i regne de Mallorca, mitjançant un síndic anomenat angeler. La processó seguia el mateix trajecte que la del Corpus Christi i en prengué els elements teatrals, així com de les representacions de la festa de Sant Jordi i de la Setmana Santa. Els jurats també dedicaren una capella de la catedral a l'Àngel Custodi del Regne. Al manteniment de la festa i de la capella s'aplicaren una imposició sobre el lloguer de la recaptació de determinats imposts anomenada "diners dels anaps", abans dedicada a la compra de trofeus per al concurs oficial de tir de ballesta.
Els elements teatrals evolucionaren fins a representacions en uns cadafals situats en el trajecte de la processó, un dels quals es trobava davant la casa de la Juraria, a la representació del qual assistien les autoritats. Als cadafals no oficials, les representacions arribaren a prendre un caire tan profà que, el 1565, les autoritats les prohibiren totes, però es mantingué la processó. Un altre motiu de la suspensió dels actes profans de la festa fou que en el dinar que celebraven els bastaixos que muntaven els cadafals es cometien excessos, a parer de les autoritats.
El 1652, Sant Sebastià substituí l'Àngel com a patró de la ciutat.